# Hugh M. Dorsey
Hugh Manson Dorsey (* 10. Juli 1871 in Fayetteville, Georgia; † 11. Juni 1948 in Atlanta, Georgia) war ein US-amerikanischer Jurist, Politiker (Demokratische Partei) und von 1917 bis 1921 Gouverneur des Staates Georgia.

## Frühe Jahre und politischer Aufstieg
Hugh Dorsey war der Sohn von Rufus Dorsey und Matilda Bennett. Sein Vater war ein bekannter Rechtsanwalt. Nach den üblichen Grundschulen studierte Hugh an der University of Georgia (1889–93) und dann an der University of Virginia Jura. Nach Abschluss des Studiums wurde er Rechtsanwalt in der Kanzlei Dorsey, Brewster and Howell – der Kanzlei, bei der sein Vater Teilhaber war. Später wurde er dort selbst Teilhaber. 1910 wurde er in der Nachfolge seines im Amt verstorbenen Vorgängers Bezirksstaatsanwalt für den Gerichtsbezirk Atlanta.

## Der Fall Leo Frank
1913 wurde die Leiche der ermordeten Mary Phagan im Keller einer Bleistiftfabrik in Atlanta  gefunden. Ihr jüdischer Chef Leo Frank wurde der Tat beschuldigt. Im nun folgenden Prozess vertrat Dorsey die Anklage. Die Verhandlung selbst war geprägt von einer antisemitischen Grundstimmung, die durch den konservativen und reaktionären Kongressabgeordneten Thomas E. Watson von außen in den Prozess hineingetragen wurde. Aufgrund dieser Stimmung konnte Dorsey diesen Prozess leicht gewinnen und machte sich dadurch bei dem einflussreichen Watson beliebt. Als 1915 der scheidende Gouverneur John Slaton das Strafmaß für Frank reduzierte, heizte Watson die öffentliche Stimmung gegen Frank an. Ein Mob stürmte das Gefängnis, brachte Frank in seine Gewalt und lynchte ihn schließlich.

## Gouverneur von Georgia
Durch den Frank-Prozess und mit Hilfe von Watson erlangte Dorsey einen landesweiten Bekanntheitsgrad, den er 1916 für eine erfolgreiche Kandidatur zum Gouverneur ausnutzte. Während seiner Amtszeit wurde das Wahlsystem in Georgia zu Gunsten der ländlichen Gebiete reformiert. Mit einem neuen Arbeitsgesetz wollte er den kurzfristigen kriegsbedingten Arbeitsausfall kompensieren. Er begann eine umfassende und längst überfällige Schulreform. 1918 wurde er in seinem Amt bestätigt. Eine Wiederwahl 1920 war entsprechend der Verfassung nicht möglich, daher hatte er sich noch vor Ende der Legislaturperiode um den Posten als US-Senator in Washington beworben. In diesem Fall kandidierte er gegen seinen ehemaligen Verbündeten Watson, dessen radikale Ansichten insbesondere im Blick auf dessen Rassenhass er längst nicht mehr teilte. Damit fand er im damaligen Georgia keine Mehrheit. Er unterlag Watson und beendete seine Amtszeit als Gouverneur in Atlanta.
Zum Abschied aus dem Amt veröffentlichte er eine Schrift, in der er die Behandlung der Schwarzen in Georgia verurteilte; er forderte das Ende der Lynchjustiz in den betroffenen Bezirken, härtere Maßnahmen gegen solche Verbrechen und eine Staatskommission zur Untersuchung von Gewalttätigkeiten aller Art. Darüber hinaus forderte er eine bessere Schulbildung für die Afroamerikaner in seinem Bundesstaat. Er sah das damalige System in Georgia als einen Schandfleck vor der ganzen Welt an. Diese Anregungen waren ihrer Zeit allerdings um Jahrzehnte voraus und ließen sich um 1920 in Georgia nicht verwirklichen, umso weniger, als in den nächsten Jahren der Ku-Klux-Klan an Macht und Einfluss in diesem Staat gewann.

## Lebensabend und Tod
Nach dem Ausscheiden aus dem Amt Anfang 1921 war Dorsey wieder als Rechtsanwalt tätig. 1926 bis 1935 war er Richter am städtischen Gericht von Atlanta und danach war er Oberrichter im Gerichtsbezirk von Atlanta. Er starb im Juni 1948 in Atlanta und wurde auf dem Westview-Friedhof begraben.
Seit 1911 war Dorsey mit Adair Wilkinson verheiratet, mit der er zwei Kinder hatte.